# David Benoit (Musiker)

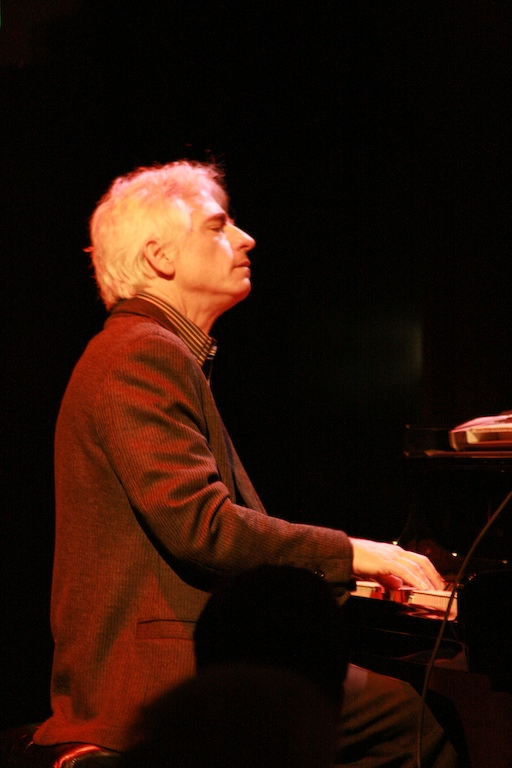
David Benoit, 2007

David Benoit (* 18. August 1953 in Bakersfield, Kalifornien) ist ein US-amerikanischer Jazzpianist, Komponist und Dirigent.

## Leben und Wirken
Benoit war Klavierschüler von Marya Cressy Wright und von Abraham Fraser. Er studierte Musiktheorie und Komposition am El Camino College und Orchestration bei Donald Nelligan. Später besuchte er eine Klasse für Filmmusik an der University of California bei Donald Ray. Seine Ausbildung als Dirigent begann er bei Heiichiro Ohyama, setzte sie bei Jan Robertson und darauf bei Jeffrey Schindler fort.
Er begann seine musikalische Karriere 1976 als musikalischer Leiter und Dirigent für Lainie Kazan, später für Ann-Margret und Connie Stevens. Er war Mitglied der Rippingtons, veröffentlichte mehr als zwanzig Jazzalben, viele davon unter Einbeziehung von Sinfonieorchestern, und wurde fünfmal für den Grammy nominiert.
Daneben trat er als Dirigent klassischer Werke von Leonard Bernstein, Aaron Copland, Igor Strawinski, Camille Saint-Saëns, Wolfgang Amadeus Mozart, Francis Poulenc, Ellen Taaffe Zwilich und anderen mit Orchestern wie dem Los Angeles und dem San Francisco Symphony Orchestra und der Dresdner Philharmonie auf, spielte Werke von Claude Bolling und führte zum Gründungsjubiläum des Los Angeles Symphony Orchestra mit Angel Romero eine Suite für Gitarre und Klavier auf.
Seine sinfonische Dichtung Kobe wurde 2001 vom Philippinischen Sinfonieorchester und 2003 vom Berkeley Symphony Orchestra unter Kent Nagano aufgeführt. Sein Klavierkonzert The Centaur and the Sphinx wurde 2004 vollendet. Weiterhin komponierte er das Musical Something’s Got to Give über das Leben von Marilyn Monroe, Filmmusiken zu Der wunderliche Mr. Cox (produziert von Clint Eastwood) und The Christmas Tree (produziert von Sally Field) und die Musik zu den Seifenopern All My Children und Sisters.

## Diskografie
- Heavier Than Yesterday, 1977
- Can You Imagine, 1980
- Stages, 1982
- Digits, 1983
- Christmastime, 1983
- This Side Up, 1985
- Freedom At Midnight mit John Patitucci, Russ Freeman, Jeff Porcaro, Joe Porcaro, Lenny Castro, Abe Laboriel, Sam Riney, Randy Kerber, Dan Huff, Bob Feldman, Tony Morales, 1987
- Every Step Of The Way mit Eric Marienthal, Russ Freeman, Bill Reichenbach junior, Sam Riney, Jerry Hey, Gary Grant, Dave Valentin, Stanley Clarke, Bob Feldman, Nathan East, Neil Stubenhaus, Randy Waldman, Tom Ranier, Chris Smith, Grant Geissman, Mike Landau, dem Warfield Symphony Orchestra, Harvey Mason, John Robinson, Tony Morales, Luis Conte, Mike Fisher, Brad Dutz, Jeff Pescetto, Chuck Sabatino, 1988
- Urban Daydreams mit Don Grusin, Jimmy Johnson, Carlos Vega, Eric Marienthal, Jennifer Warnes, Gary Herbig, Judd Miller, Oscar Castro-Neves, Abe Laboriel, Alex Acuña, und dem Warfield Symphony Orchestra, 1989
- Waiting For Spring mit Jeffrey Weber, Emily Remler, Peter Erskine, John Patitucci, Bob Benoit, Larry Hughes, 1989
- Inner Motion mit Vinnie Colaiuta, Brandon Fields, Marcel East, Gary Herbig, Pat Kelly, Neil Stubenhaus, John Robinson, Michael Fisher, David Pack, Paul Jackson Jr., Steve Forman, dem Warfield Symphony Orchestra, Jean McClain, Melinda Chatman, Phillip Ingram, Chuck Sabatino, Grant Geissman, Steve Bailey, David Derge, Doug Cameron, Eric Marienthal, 1990
- Shadows, 1991
- Letter To Evan mit John Patitucci, Peter Erskine, Peter Sprague, Larry Carlton, Jim Walker, Steve Erdody, Steve Bailey, Terri Lyne Carrington, Jim Thatcher, Luis Conte, Charnett Moffett, Al Foster, David Enos, Mike Fisher, 1992
- The Benoit/Freeman Project mit Russ Freeman, Kenny Loggins, John Robinson, Nathan East, Tony Morales, Jerry Hey, Steve Reid, 1994
- Shaken Not Stirred mit Steve Bailey, David Enos, Eric Marienthal, Tony Morales, David Pack, Joe Pena, Simon Phillips, Kenny Rankin, Peter Sprague, Kim Stone, 1994
- The Best of David Benoit: 1987–1995 mit Eric Marienthal, Paul Jackson Jr., Nathan East, Ricky Lawson, Mike Fisher, 1995
- Remembering Christmas mit Dave Brubeck, John Patitucci, Gary Novak, Pat Kelley, Earl Klugh, Harvey Mason, Brad Dutz, Michael Franks, Ernest Tibbs, Tony Morales, Bob Benoit, 1996
- American Landscape mit Eric Marienthal, Béla Fleck, Luis Conte, Pat Kelley, Dean Parks, Nathan East, Ken Wild, John Robinson, Carlos Vega, Tommy Morgan, Jerry Hey, Poncho Sanchez und dem London Symphony Orchestra, 1997
- Professional Dreamer mit Vinnie Colaiuta, Dave Palmer, Ross Bolton, Rick Braun, Pat Kelley, Cliff Hugo, Marc Antoine, Jimmy Johnson, John Ferraro, Tony Maiden, Neil Stubenhaus, Brad Dutz, Andy Suzuki, 1999
- Here's To You, Charlie Brown: 50 Great Years mit Christian McBride, Peter Erskine, Vince Guaraldi, Marc Antoine, Chris Botti, Michael Brecker, Take 6, Russell Malone, Al Jarreau, 2000
- Fuzzy Logic mit Rick Braun, Nick Lane, Ross Bolton, Steve Holtman, Andy Suzuki, Pat Kelley, Abe Laboriel, Steve Ferrone, Paul Jackson Jr., Roberto Vally, Brad Dutz, Dean Taba, Jeff Olson, Neil Angilley, Ian Crabtree, Phil Mulford, David Tyler, Stan Sargeant, Scott Breadman, Tim Weisberg, Jon Clarke, Mick Wilson, Richard Todd, Larry Bunker, 2002
- Right Here, Right Now mit Andy Suzuki, Pat Kelly, Dean Taba, Rick Braun, Peter White, Nathan East, 2003
- Benoit/Freeman Project 2, 2004
- Orchestral Stories, 2005
- Full Circle, 2006
- Heroes, 2008
- Earthglow, 2010
- Conversation, 2012
- Mark Winkler & David Benoit: Old Friends (2021)